# Пласа Майор (Мадрид)
Пласа Майор (ісп. Plaza Mayor — «Головна площа») — одна з центральних площ іспанської столиці. Розташована в частині, яку прийнято називати «австрійським Мадридом». Змагається з площею Пуерта-дель-Соль за право називатися головною площею іспанської столиці, але на відміну від демократичної Пуерта-дель-Соль, Пласа Майор — статусна площа, «пуп Іспанії», як сказав Лопе де Вега. Площа в стилі мадридського бароко, один з небагатьох пам'яток епохи Габсбургів, була побудована за проєктом архітектора Хуана Гомеса де Мори.

## Історія
Спочатку, за часів короля Кастилії та Леона Енріке II, площа перебувала за міською стіною, відразу за «Воротами Гвадалахари», на злитті двох доріг (в даний час вулиць) Толедо і Аточа. Поступово вона набула статусу найважливішого ринку, і при Філіпі III була серйозно перебудована.
Протягом історії назву площі неодноразово змінювалося: від «Приміської» до «Головної площі».
У 1812 вийшов указ, за яким, всі головні площі іспанських міст отримували ім'я «Площа конституції». Але ця назва протрималася лише два роки, і в 1814 площа стали називати «Королівською», хоча назва «Площа конституції» поверталося кілька разів (1820—1823, 1833—1835, 1840—1843).
У 1873 площа змінила назву на «Площа Республіки», але вже в 1876 знову стала «Площею Конституції», якою залишалася до 1923, до початку диктатури Прімо де Рівери. Це ж ім'я площа отримала з проголошенням Другий Іспанської Республіки і носила його до кінця Громадянської війни, коли їй присвоїли популярне в народі назву «Пласа Майор».
Урочисто відкрита 15 травня 1620 з нагоди причислення Ісідро де Мерло і Кінтана до лику святих, в зв'язку з чим були зачитані вірші Лопе де Вега. Перший урочистий захід, проведений на площі, тривав вісім днів. З тих пір щороку 15 травня відзначається головне свято мадридців — День св. Ісідро, покровителя міста. Триває він два тижні, але неробочим днем оголошується тільки 15 травня.
Була першою в Мадриді площею, де було обладнано постійне місце для кориди — до цього бої з биками відбувалися на імпровізованих майданчиках. Зазвичай бої влаштовувалися тут в дні пам'яті святих покровителів Мадрида — Сан-Хуана, Санта-Анни і Сан-Ісідро. В одній з таких корид в 1779 виступали три «найзнаменитіші шпаги арени» в історії — Педро Ромеро, Пепе-Ільо і Костільярес, а арена була декорована Гойєю.

## Зовнішній вигляд

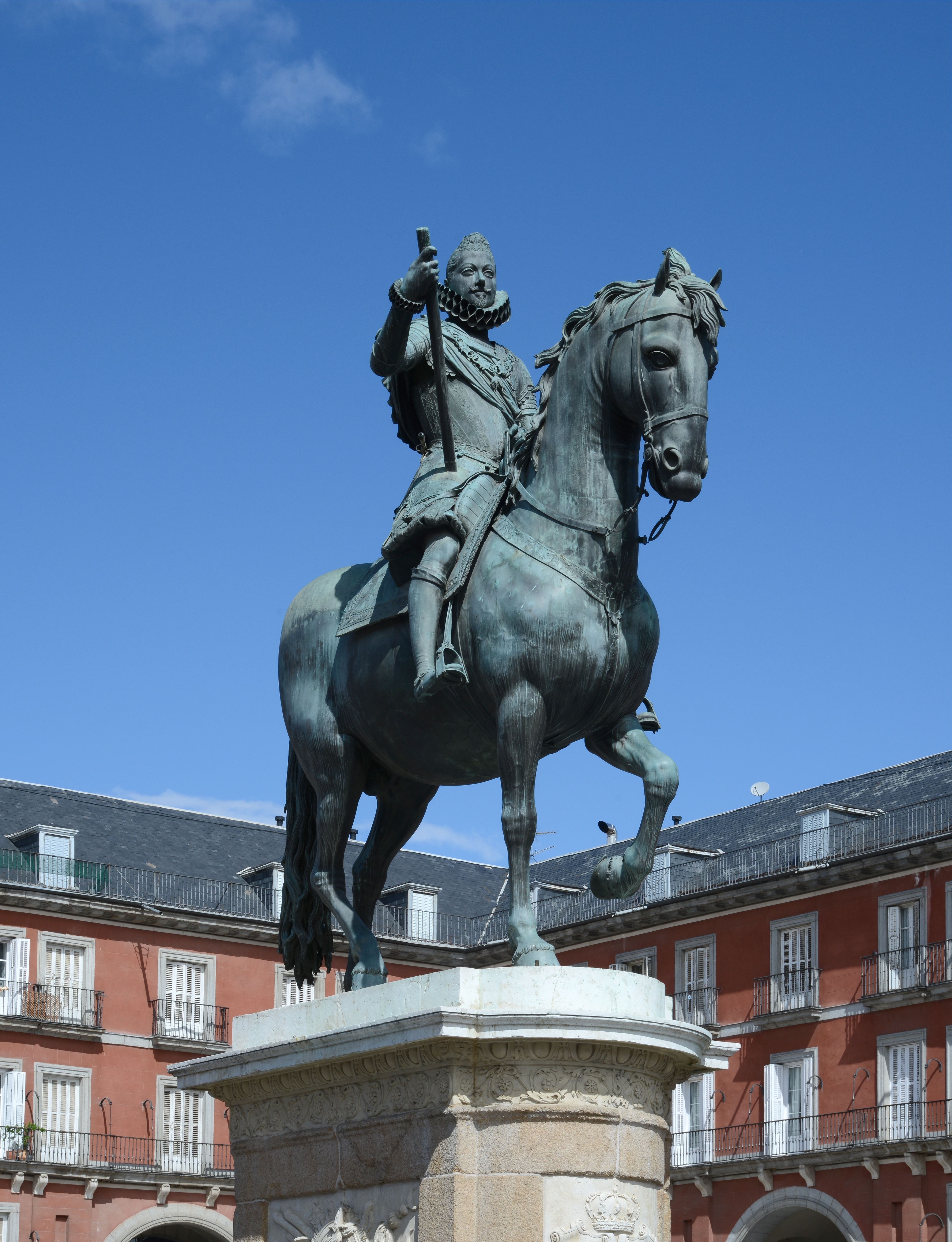
Статуя Філіппа III

В середні віки будівлі, що оточують площу, були побудовані з дерева, що часто призводило до пожеж. Після одного з них в 1790 архітектор Хуан де Вільянуева, призначений відновити знищену площа, з'єднав всі будинки по периметру площі, запланував в них арочні проїзди і замінив, по можливості, дерево на камінь. Робота затягнулася на 60 з гаком років. Лише в 1853 ліквідовані наслідки пожежі в східній частині площі.
Сьогодні Пласа Майор є правильним чотирикутником, оточеним будівлями в єдиному стилі, загальне число яких налічує 136. У кожному будинку є балкон, для того, щоб можна було спостерігати за діями на площі. Всього таких балконів 437. Дев'ять воріт Пласа Майор — наскрізні арки, прорізані в будівлях.

### Каса де ла Панадерія

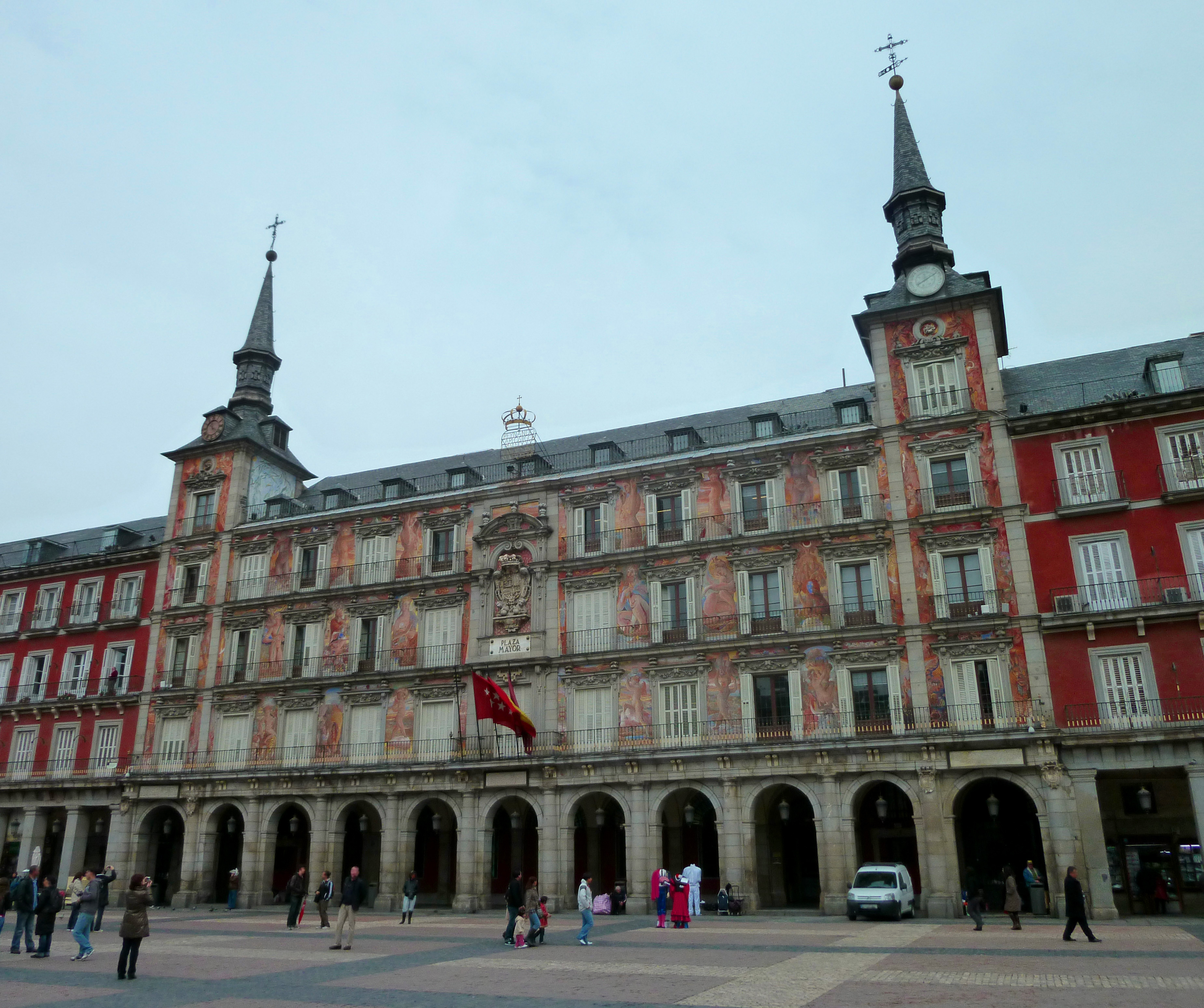
Каса де ла Панадерія

Самим знаменитим будинком на площі є Каса де ла Панадерія («Булочна»). Цей будинок був в кінці XV століття придбаний муніципалітетом для розміщення в ньому однієї з трьох булочних, які постачали двір короля. Панадерія не була булочною в простому розумінні слова. Лише в нижній частині чотириповерхового будинку, що за стилем нагадує палаци знатних вельмож тієї епохи, торгували хлібом і булками. Під час свят, страт і корид нижній балкон незмінно займала королівська сім'я, а верхні ділили між собою придворні в залежності від рангу. Усередині Панадерії на верхніх поверхах знаходилися розкішні зали, де під час свят давалися пишні прийоми та відпочивали їх величності, втомлені від видовищ. Пізніше в будівлі розміщувалася Академія благородних мистецтв, а потім Академія історії.
З 1880 тут зберігається міський архів. Навпроти, як свідчення суперництва двох цехів, була побудована Каса де ла Карнісерія (м'ясна лавка). Балкони цього будинку в дні видовищ теж вважалася цілком престижними ложами.

### Статуя короля Філіпа III
У самому центрі площі на гранітному постаменті височить бронзова кінна скульптура короля Філіпа III. Статуя була розпочата фламандським скульптором Джамболонья та закінчена його учнем П'єтро Такка в 1616. Подарована королю Іспанії великим герцогом Тосканським і спочатку розташовувалася в заміській резиденції Каса-де-Кампо. У 1848 за наказом королеви Ізабелли II статую перенесли і встановили на головній площі.